# Spartak Jerevan
Spartak Jerevan (Armeens:Սպարտակ Երևան) was een Armeense voetbalclub uit de hoofdstad Jerevan.

## Geschiedenis
De club werd opgericht in 2000 als FC Araks-Impeks. Op 20 augustus 2001 wijzigde de club de naam in Spartak Jerevan en nam de licentie van het noodlijdende Araks Ararat over. Deze club was in 2000 landskampioen geworden maar kampte met financiële problemen. Na 13 speeldagen verkocht de club de licentie aan Spartak, dat het seizoen afmaakte en derde werd. Het volgende seizoen speelde de club Europees, maar verloor in de eerste ronde van de Champions League van Sheriff Tiraspol. Het volgende seizoen werd de club vierde. In 2003 nam de club nog deel aan de beker en bereikte de kwartfinale, maar voor de seizoensstart fuseerde de club met Banants Jerevan. 